# Kleiner Stienitzsee
Der Kleine Stienitzsee ist ein Gewässer im Ortsteil Hennickendorf, der zu Rüdersdorf bei Berlin gehört.
Der See ist eine natürliche Senke, die sich in nordöstlich-südwestlicher Richtung erstreckt und in der letzten Weichsel-Eiszeit in einer ehemaligen Schmelzwasserrinne entstand. Er ist etwa 500 Meter lang und bis zu 250 Meter breit. Der See hat keine oberirdischen Zuflüsse und entwässert am Nordende über einen Mühlengraben in den Stranggraben, der in den Großen Stienitzsee mündet. Am Südostufer befindet sich eine Badestelle. Direkt nordwestlich des Sees erhebt sich der Wachtelberg mit dem Wachtelturm, der ihn vom Großen Stienitzsee trennt.